# Ise washi
Ise washi (伊勢和紙?) è un tipo di carta giapponese (washi) prodotto a Ise, prefettura di Mie, in Giappone. La cartiera è stata fondata nel 1899. Viene utilizzata soprattutto per gli ofuda del santuario di Ise. Nel 1994, il suo processo di lavorazione e produzione è stato designato mestiere tradizionale dalla prefettura di Mie.

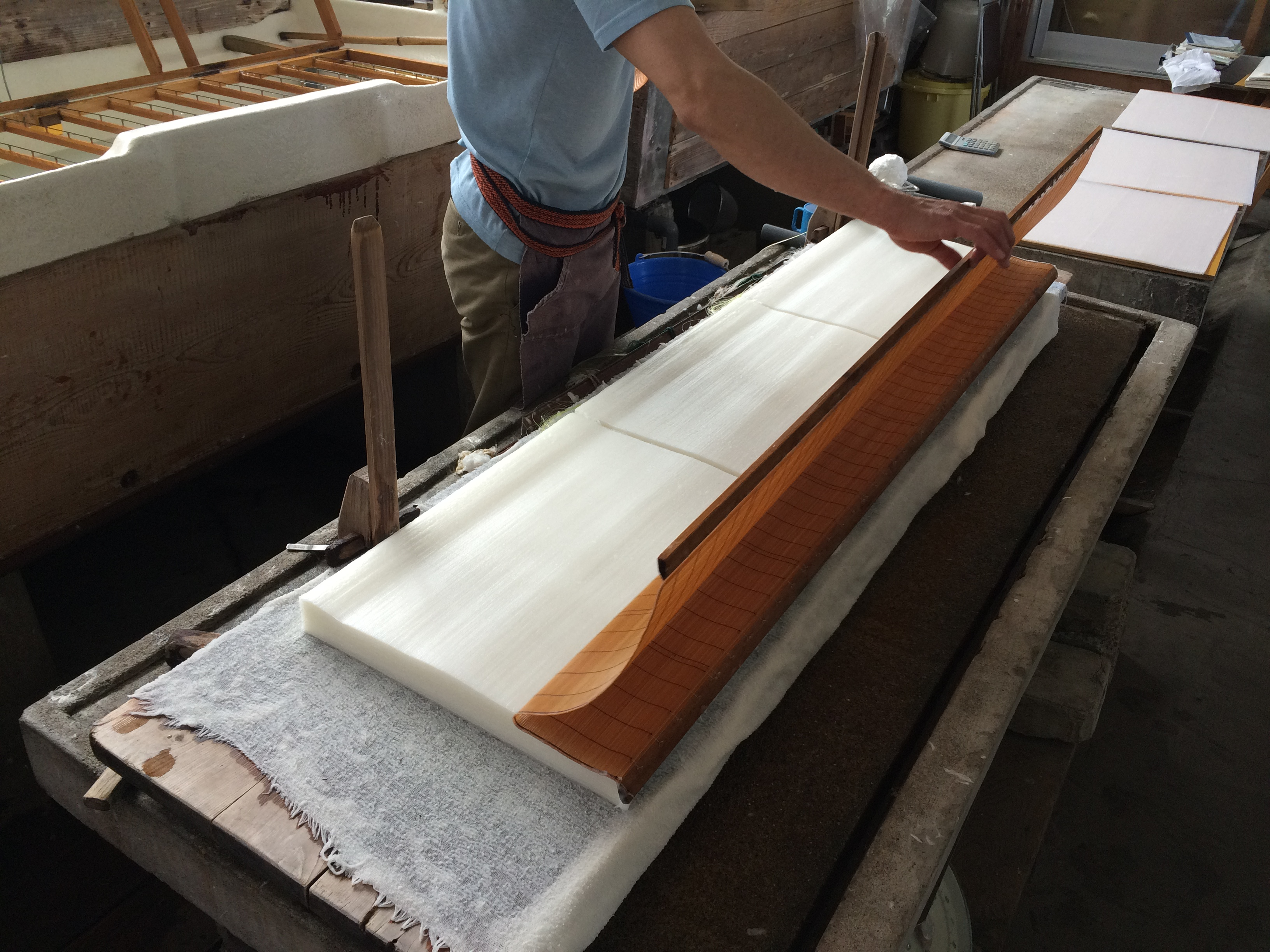
Esempio di lavorazione dello Ise washi

Ultimamente, lo Ise washi viene utilizzato non solo per gli ofuda del santuario di Ise ma anche per stampe a getto d'inchiostro dai fotografi per via della sua purezza e limpidezza.